# Tomopterus kunayala
Tomopterus kunayala là một loài bọ cánh cứng trong họ Cerambycidae.